# Onze-Lieve-Vrouw Bezoekingkapel (Marialoop)
De Onze-Lieve-Vrouw Bezoekingkapel, Kapel van Onze-Lieve-Vrouw ter Ruste of Marialoopkapel is een kapel in Marialoop, een gehucht in de Belgische gemeente Meulebeke. De kapel is ruim 200 jaar ouder dan de Onze-Lieve-Vrouw Bezoeking en Sint-Leokerk, de parochiekerk van het gehucht.

## Geschiedenis
Op 12 september 1619 werd een altaar in de kapel geplaatst. In de kapel werd er op zondag de mis gelezen en werd er godsdienstonderricht gegeven.
De Marialoopse bevolking vroeg aan de toenmalige bisschop van Gent Mgr. Triest om er elke zondag de mis voor te dragen. De bisschop stemde in, maar de pastoor van Meulebeke verzette zich daar tegen. Hij wilde dat de mensen naar zijn eigen kerk in Meulebeke bleven komen en niet naar de kapel in Marialoop.
Gedurende de jaren 1735-1737 werd de kapel grondig vernieuwd. Er werd een sacristie aangebouwd, een nieuw altaar, een nieuwe preekstoel en een communiebank.
Tijdens de Franse Revolutie werd de kapel verkocht. In 1800 werd ze teruggekocht door Ignaes Danneels en Pieter Bekaert. Zo kwam de kapel opnieuw in het bezit van Marialoop.
In 1906 brandde de kapel volledig af. Slechts enkele voorwerpen en het beeld van Onze-Lieve-Vrouw werden gered. De kapel werd herbouwd, iets groter maar wegens geldgebrek wel soberder dan de vorige kapel.
In 1965 werd het prachtige Mariabeeld gestolen en nooit teruggevonden. Beeldhouwer Jef Claerhout maakte een nieuw beeld voor de kapel dat het gestolen beeld evenaart.

## Legende van Meulebeke
Boven het altaar bevindt zich een muurschilderij van de kunstschilder A. Deseyn uit Tielt, waarop de legende van de heer van Meulebeke afgebeeld staat.
Volgens de legende was de heer van Meulebeke, de heer de Beer, met zijn paard op jacht in de bossen van Marialoop. Tot opeens een horde wolven op hem afstormde. De honden van de heer de Beer sloegen op de vlucht. De huilende wolven omsingelden paard en ruiter. Verlamd van schrik en overtuigd dat zijn laatste uur geslagen was, bad de heer de Beer tot Maria en beloofde een kapel te bouwen op die plaats ter ere van de Maagd Maria als hij werd gespaard. De woeste wolven vielen stil en liepen de andere richting uit. De heer van Meulebeke hield zijn belofte en gaf opdracht om een kapel te bouwen.
Dit nieuws verspreidde zich algauw onder de bevolking van Marialoop. Zo groeide er een diepe verering voor Maria en werd de kapel een bedevaartsoord.
Over de kapel van Marialoop bestaan er nog heel wat wonderverhalen. Pastoor Mys van Meulebeke heeft er 33 opgetekend in het "Liber Memoralis" van de parochie. 
Tot op vandaag komen er veel bedevaarders om de voorspraak van Onze-Lieve-Vrouw ter Ruste, Middelares van alle genaden, af te smeken.